# Дом Кабинета Его Императорского Величества (Новосибирск)
Дом управления Томским имением Алтайского округа ведомства Кабинета Его Императорского Величества — здание в Октябрьском районе Новосибирска, расположенное на территории Михайловской набережной. Построен предположительно в начале XX века. Памятник архитектуры регионального значения.
9 декабря 1907 года в здании произошло важное для города событие — здесь был составлен Акт о передаче городу земель, принадлежавших Императорскому кабинету.

## История

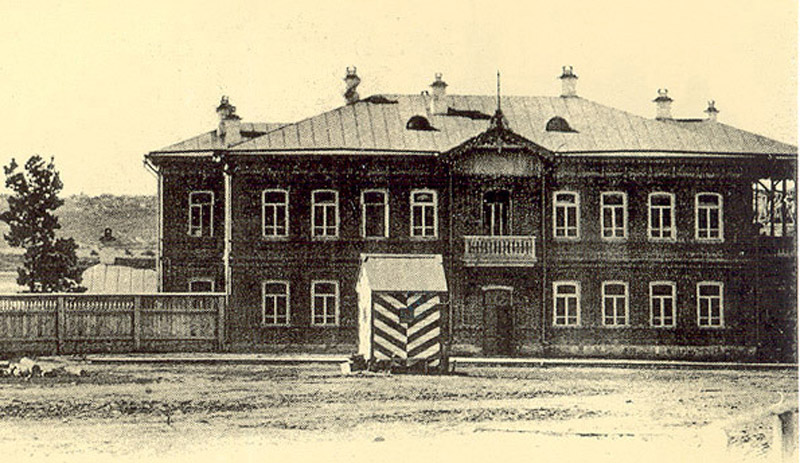
Здание в 1900-х годах

Здание было возведено в Закаменской части города в квартале № 1 ведомством Кабинета Его Императорского Величества, владевшим землёй, на которой появился Новониколаевск (сейчас Новосибирск). 
9 декабря 1907 года в здании был составлен Акт о передаче городу владений Императорского кабинета. Официальный документ был подписан начальником Алтайского округа Кабинета Его Величества статским советником Иваном Андреевичем Ульрихом, купцом Григорий Максимовичем Кузнецовым (на тот момент был в должности Новониколаевского городского старосты), помощником городского старосты Петром Афанасьевичем Кущевским. Данное событие засвидетельствовал новониколаевский нотариус.
После 1917 здесь находились Октябрьский райвоенкомат, суд, управление транспорта Западно-Сибирского пароходства и Российская академия предпринимательства.
К 125-летию Новосибирска здание было отреставрировано.
По данным на 2019 год в здании располагается музей Новосибирска.

## Описание
Здание находится близ устья Каменки на территории Михайловской Набережной, главный северо-восточный фасад обращён к Обской улице, юго-западный — к реке Обь.
Композиция фасадов приближается к симметричной.
Главный фасад здания имеет ризалит с фронтоном, в юго-западном фасаде находится полукруглый объем лестничной клетки с входом.
Из общей дореволюционной застройки дом выделяется архитектурными особенностями и декором: весь периметр фасадов украшен редким для каменных зданий деревянным фризом с накладной и пропильной деревянной резьбой.
Прямоугольные окна имеют лучковые завершения.
Габариты в плане — 23 × 13,4 м.